# Ист-Энд
Ист-Энд (англ. East End) — восточная часть Лондона, которую часто упрощённо представляют по произведениям Диккенса и других авторов эпохи промышленной революции как район расселения среднего класса и антипод фешенебельного Вест-Энда.
Единого определения Ист-Энда не существует. В самом общем приближении так обозначают часть Лондона к востоку от стены лондонского Сити, где в силу близости к старому порту — Доклендс — селились прибывавшие в Англию иммигранты. К числу исторических кварталов относятся Уайтчепел и Степни.
Более корректное определение Ист-Энда — район, ограниченный стеной лондонского Сити на западе, Темзой на юге, рекой Ли на востоке и районами Хакни и Виктория-парк на севере. Административно он составляет боро Тауэр-Хамлетс в составе Большого Лондона, а также южную часть боро Хакни.

## История и достопримечательности
К концу XIX века в Ист-Энд пришёл лондонский метрополитен, что ускорило его сообщение с центром и усилило экономические связи между западом и востоком города. Несмотря на усилия лондонских властей по благоустройству Ист-Энда, эта часть Лондона по-прежнему имеет репутацию «докерского», рабочего района.
Старая промышленная зона вдоль Темзы, известная как Канэри-Уорф, в последние десятилетия превратилась в бизнес-центр с самыми высокими зданиями Великобритании, включая 235-метровый небоскрёб One Canada Square.
В Ист-Энде также расположены: музей Доклендс, Музей детства (в бедной части Лондона — Бетнал-Грин), галереи современных художников на Хокстон-сквер, галерея Уайтчепел.

## Галерея

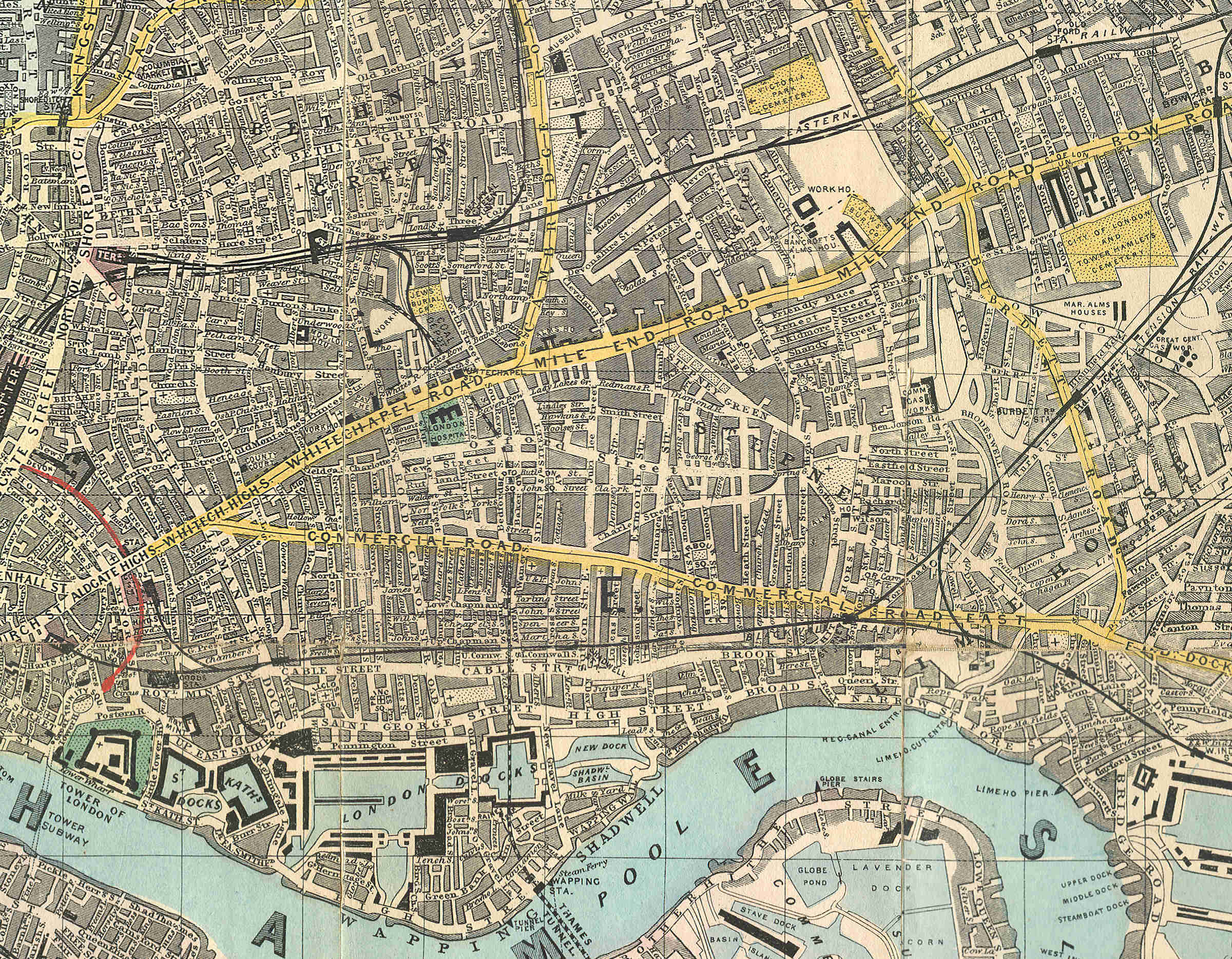
Ист-Энд на карте 1882 года
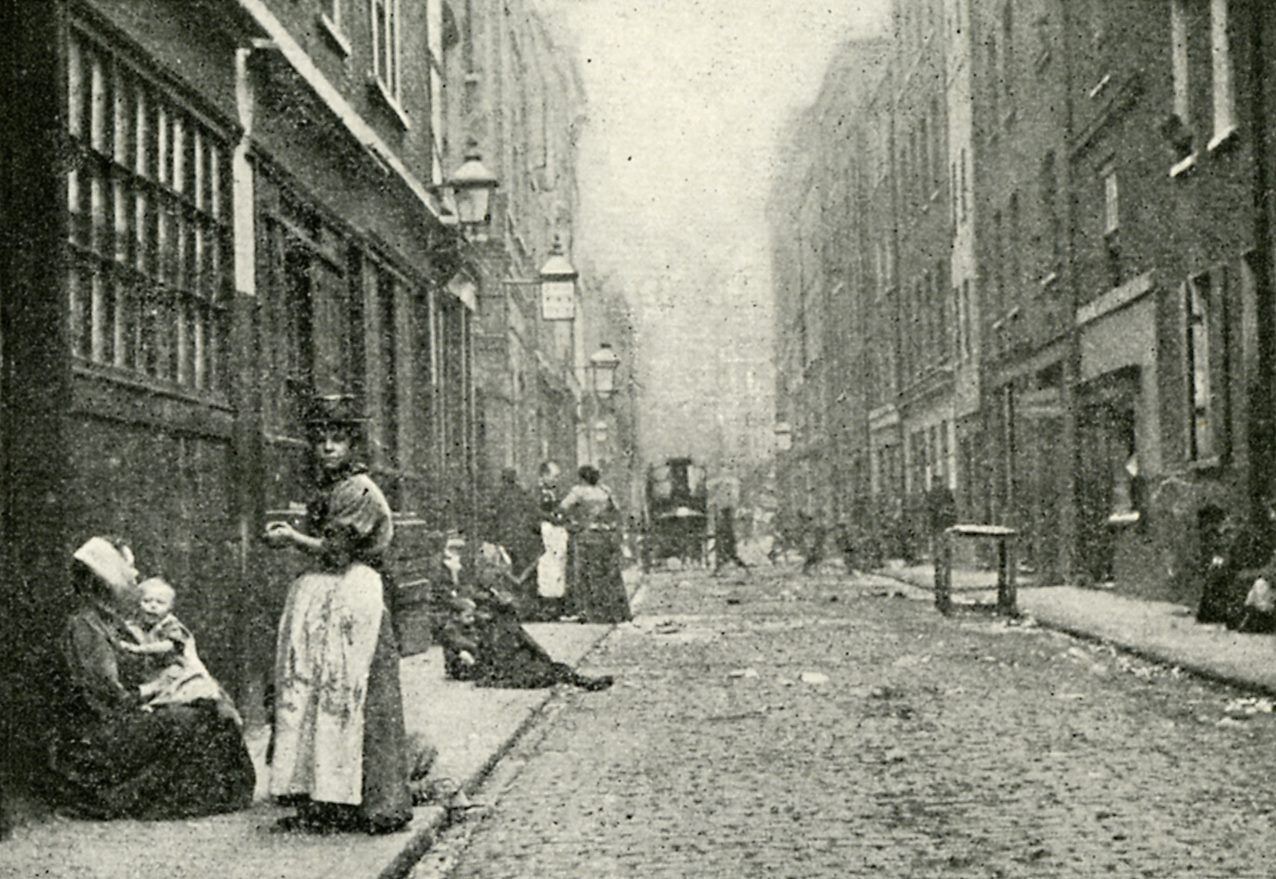
Dorset Street Спиталфилдс (1902)
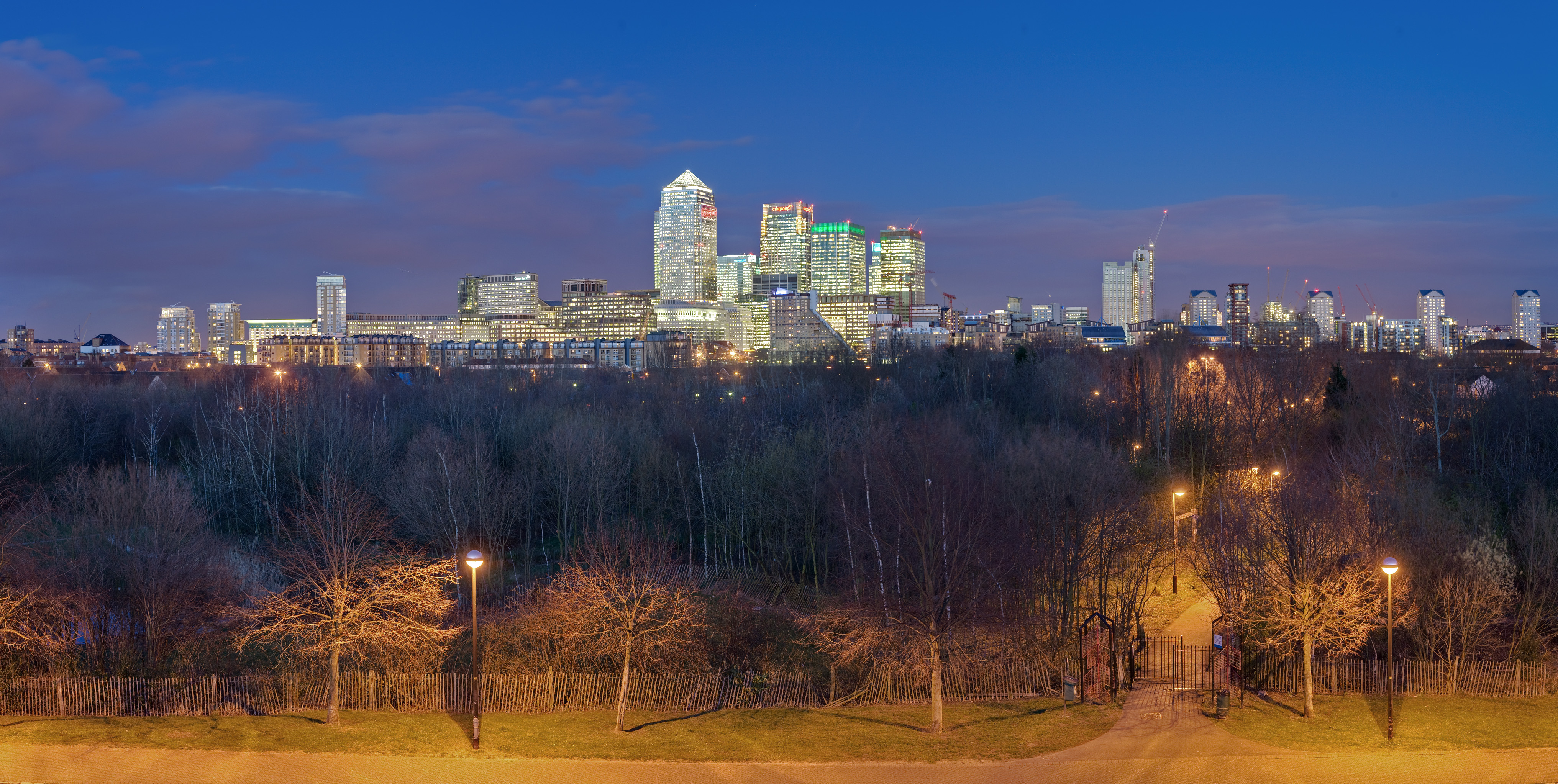
Общий вид района Канэри-Уорф в боро Тауэр-Хамлетс (2008)
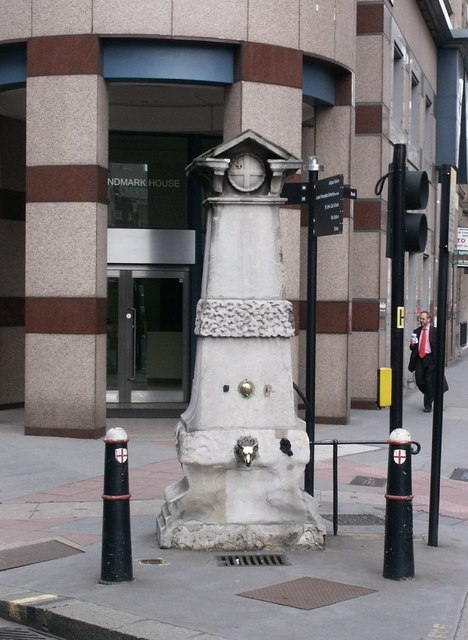
Символическое начало Восточного Лондона (2007)